# Grand Prix automobile d'Afrique du Sud 1963
GP précédent GP suivant
Le Grand Prix d'Afrique du Sud 1963 (Xth South African Grand Prix), disputé sur le circuit Prince George le 28 décembre 1963, est la cent-vingt-et-unième épreuve du championnat du monde de Formule 1 courue depuis 1950 et la dixième et dernière manche du championnat 1963.

## Contexte avant la course

### Le championnat du monde
Depuis 1961, la Formule 1 suit la réglementation 1 500 cm3 (dérivée de l'ancienne Formule 2 de la période 1957 à 1960). Initialement prévue pour une période de trois ans, la formule a été prolongée de deux années supplémentaires par la Commission sportive internationale, garantissant la stabilité technique jusqu'à fin 1965. La réglementation s'appuie sur les points suivants :
- interdiction des moteurs suralimentés
- cylindrée minimale : 1 300 cm3
- cylindrée maximale : 1 500 cm3
- poids minimal : 450 kg (à sec)
- double circuit de freinage obligatoire
- arceau de sécurité obligatoire (le haut du cerceau devant dépasser le casque du pilote)
- démarreur de bord obligatoire
- carburant commercial
- ravitaillement en huile interdit durant la course

Ayant remporté six des neuf manches déjà disputées, Jim Clark et sa Lotus ont écrasé la concurrence cette saison. Le champion écossais ayant décroché le titre mondial dès le Grand Prix d'Italie, l'enjeu de cette dernière épreuve est l'attribution de la place de dauphin, convoitée par Richie Ginther (souvent bien placé mais ne comptant aucune victoire), son coéquipier chez BRM Graham Hill (vainqueur de deux Grands Prix cette année) et le ferrariste John Surtees (une fois victorieux).

### Le circuit

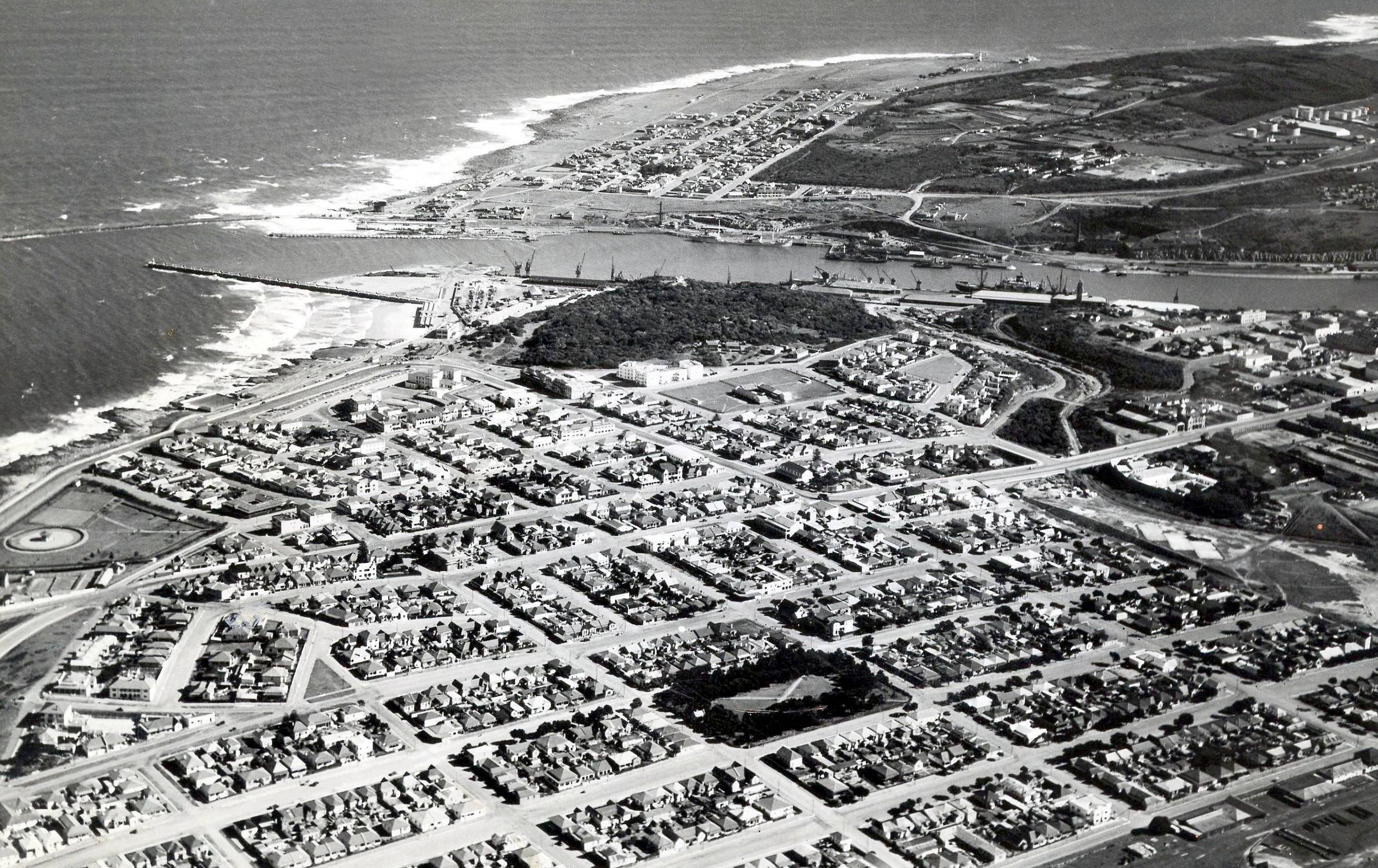
Le circuit Prince George se trouve près d'East London, au bord de l'océan indien.

Inauguré lors du premier Grand Prix d'Afrique du Sud, en 1934, course remportée par la Maserati de Whitney Straight, le circuit routier Prince George est situé dans les collines d'East London, en bordure de l'océan Indien. Le tracé initial, long de vingt-trois kilomètres, fut réduit à dix-sept dès 1936. Resté à l'abandon après la Seconde Guerre mondiale, le circuit fut redessiné en 1959 pour satisfaire aux standards de la Formule 1, et sa longueur ramenée à moins de quatre kilomètres. Sinueuse et relativement étroite, la piste, et plus particulièrement la ligne droite de la plage, est exposée aux vents marins. Accueillant de nouveau le grand prix national depuis 1960, le circuit Prince George accueille pour la seconde fois une épreuve du championnat du monde de Formule 1. Une année auparavant, Jim Clark, auteur d'un tour à 155 km/h au volant de sa Lotus, avait amélioré de près de deux secondes son précédent record.

## Monoplaces en lice
- BRM P57 "Usine"

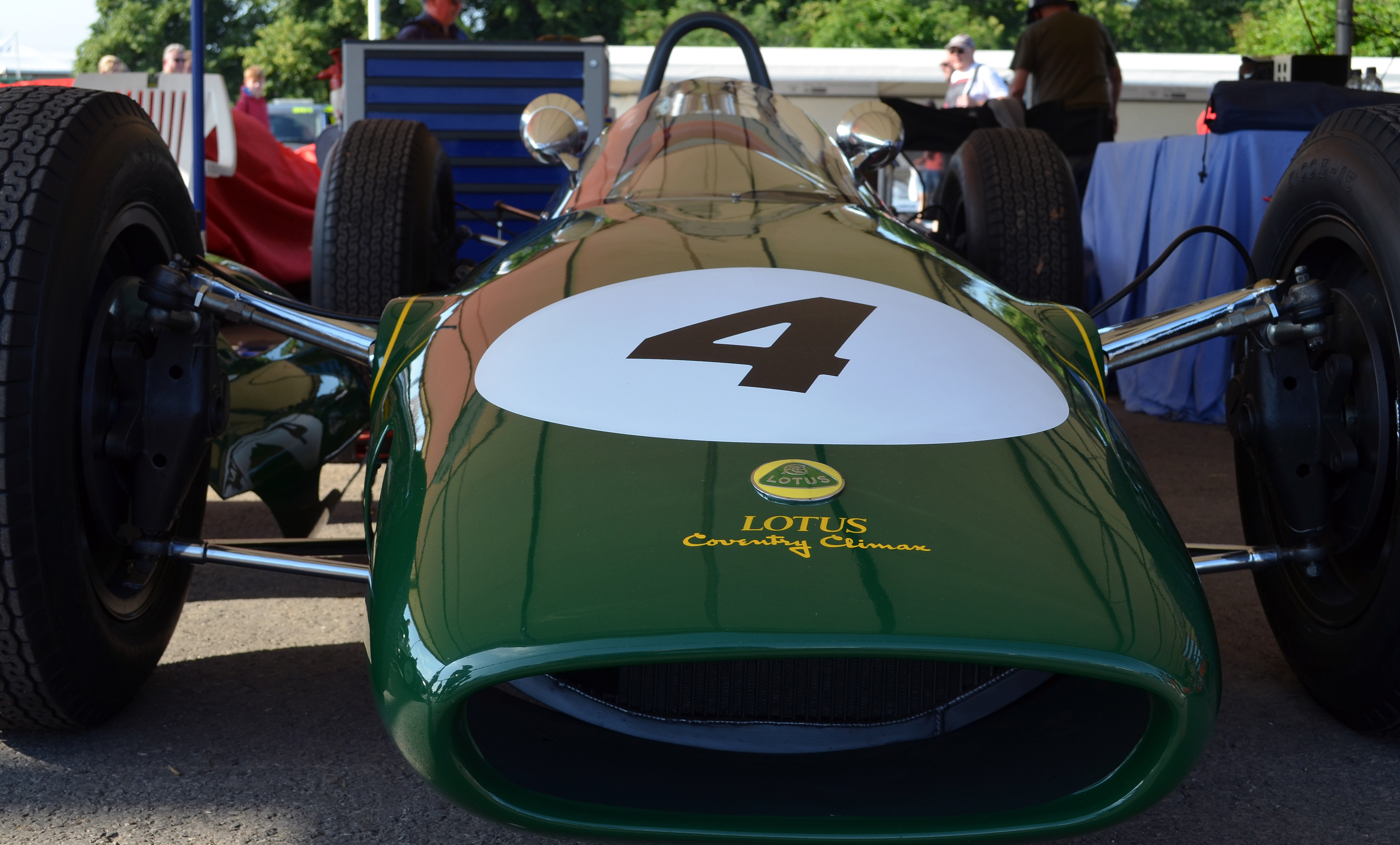
La Lotus 25, maintes fois victorieuse cette saison avec Jim Clark.

L'équipe BRM a renoncé à utiliser son modèle 1963, la P61 à structure monocoque, dont la mise au point s'est révélée problématique, et termine la saison avec ses P57 de 1962. Ces monoplaces de 475 kilos à châssis multitubulaire utilisent sont dotées d'un moteur V8 à injection indirecte Lucas développant 208 chevaux à 11000 tr/min. Tout comme la boîte de  vitesses à six rapports, le moteur a été conçu et développé dans l'usine de Bourne. Deux voitures ont été engagées, pour Graham Hill et Richie Ginther.
- Lotus 25 "Usine"

Colin Chapman a engagé deux Lotus 25 à châssis monocoque et moteur V8 Coventry Climax FWMV à injection (développant 198 chevaux à 9500 tr/min) pour Jim Clark et Trevor Taylor. Si le champion du monde a conservé la monoplace du début de saison (qui lui a apporté six victoires en championnat), son coéquipier dispose depuis le Grand Prix du Rand d'un tout nouveau châssis. Les deux voitures sont équipées d'une boîte 
de vitesses ZF à cinq rapports. Elles pèsent 455 kg à vide.
- Lotus privées

Les clients de Lotus ne peuvent pour l'heure se procurer les modèles 25, réservé à l'équipe officielle, et se rabattent sur les Lotus 24 à châssis multitubulaire, dont la coque est quatre fois moins rigide. Équipées le plus souvent d'un moteur V8 BRM, elles pèsent 455 kg. L'équipe BRP en aligne une pour l'Américain Jim Hall, tandis que le pilote local Paddy Driver dispose d'un modèle identique au sein de l'écurie Selby Auto Spares. Son compatriote Ernie Pieterse s'aligne sur son ancienne Lotus 21 à moteur quatre cylindres Climax FPF (délivrant environ 150 chevaux), tandis que Brausch Niemann pilote la Lotus 22 engagée par Ted Lanfear, une Formule Junior munie pour la circonstance d'un moteur quatre cylindres Ford de 140 chevaux, lestée pour atteindre le poids minimal de 450 kg.
- Cooper T66 "Usine"

L'usine de Surbiton est présente avec deux Cooper T66 à moteur V8 Climax à injection et boîte de vitesses à six rapports, aux mains de Bruce McLaren et de Tony Maggs. Conçues par Owen Maddock, ces monoplaces à châssis multitubulaire dérivent étroitement des T60 de la saison précédente. Elles pèsent 460 kg à vide.
- Cooper privées

Joakim Bonnier pilote la T66 du Rob Walker Racing Team. Comme les monoplaces officielles, elle est dotée d'un V8 Climax à injection, mais accouplé à une boîte de vitesses Colotti à six rapports au lieu de la boîte Cooper. Le pilote local Trevor Blokdyk dispose d'une ancienne T51 équipée d'un moteur de Maserati 150S (quatre cylindres, 142 chevaux), engagée par la Scuderia Lupini, tandis que le Rhodésien John Love pilote sa T55 personnelle, à moteur quatre cylindres Climax FPF.
- Ferrari 156 "Usine"

Après le doublé obtenu deux semaines auparavant à Kyalami lors du Grand Prix du Rand (hors championnat), la Scuderia Ferrari mise à nouveau sur ses 156 Aero pour tenter de tenir tête à la Lotus de Clark. Si John Surtees a conservé la monoplace qu'il a récemment menée à la victoire, Lorenzo Bandini étrenne le châssis destiné à recevoir le futur moteur V8, sa voiture de Kyalami faisant ici office de mulet. Premières monoplaces à structure monocoque du constructeur italien, les 156 Aero sont dotées d'un moteur V6 à injection directe Bosch délivrant 205 chevaux à 10500 tr/min, accouplé à une boîte de vitesses à cinq rapports. Elles pèsent environ 460kg à vide.
- Brabham BT7 "Usine"

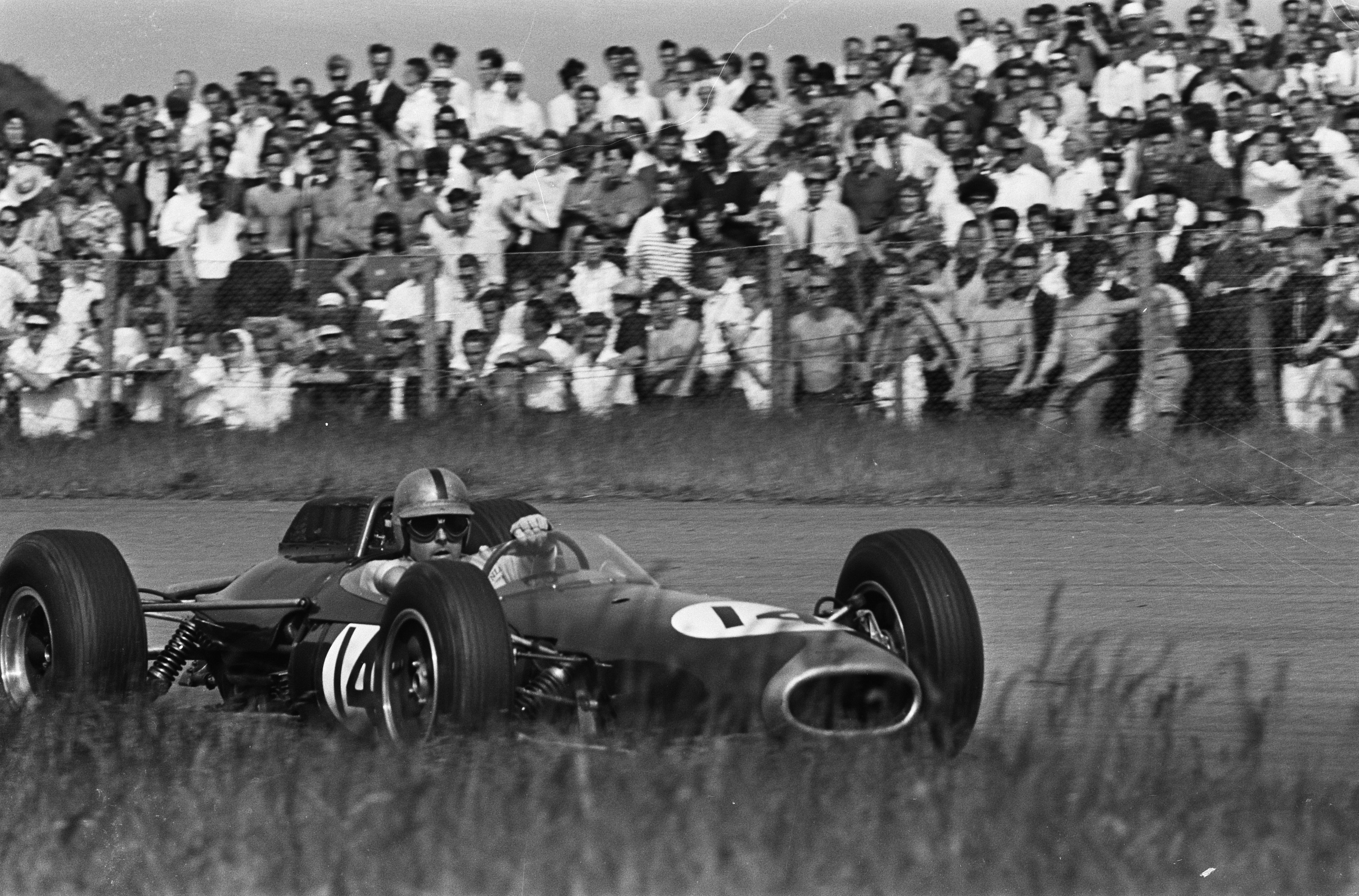
Jack Brabham au volant de sa BT7.

Le pilote-constructeur Jack Brabham et son coéquipier Dan Gurney s'alignent sur leurs Brabham BT7 à moteur V8 Climax à injection et boîte cinq vitesses Hewland. Ces monoplaces à châssis multi tubulaire pèsent 470 kg à vide.
- Brabham BT6 privée

Le Britannique David Prophet a engagé sa BT6, ex Formule Junior équipée qu'il a dotée d'un quatre cylindres Ford.
- Porsche 718

Le gentleman-driver Carel Godin de Beaufort prendra le départ sur son ancienne Porsche 718 à moteur quatre cylindres à plat refroidi par air, d'une puissance de l'ordre de 165 chevaux, une ancienne monoplace de Formule 2 qui achève sa quatrième saison.
- LDS

Le Sud-Africain Doug Serrurier pilote sa LDS Mk1, monoplace conçue par ses soins, techniquement très proche de la Cooper T53 de 1960 mais équipée d'un quatre cylindres Alfa Romeo Balbiero mis au point par l'ancien pilote Syd van der Vyver. Son compatriote Sam Tingle dispose d'un modèle identique.
- Alfa Romeo

Peter de Klerk a modifié un châssis de Cooper pour y adapter un moteur Alfa Romeo Balbiero et une boîte de vitesses Porsche, rebaptisant sa monoplace Alfa Romeo Special.

## Coureurs inscrits
| no  | Pilote                  | Écurie                      | Constructeur | Modèle           | N° châssis | Moteur                       | Pneumatiques |
| --- | ----------------------- | --------------------------- | ------------ | ---------------- | ---------- | ---------------------------- | ------------ |
| 1   | Jim Clark               | Team Lotus                  | Lotus        | Lotus 25         | 25 R4      | Coventry Climax FWMV MkII V8 | D            |
| 2   | Trevor Taylor           | Team Lotus                  | Lotus        | Lotus 25         | 25 R7      | Coventry Climax FWMV MkII V8 | D            |
| 3   | John Surtees            | SpA Ferrari SEFAC           | Ferrari      | Ferrari 156 Aero | 156/0001   | Ferrari 178 V6 (120°)        | D            |
| 4   | Lorenzo Bandini         | SpA Ferrari SEFAC           | Ferrari      | Ferrari 156 Aero | 156/0004   | Ferrari 178 V6 (120°)        | D            |
| 5   | Graham Hill             | Owen Racing Organisation    | BRM          | BRM P57          | 5785       | BRM P56 V8                   | D            |
| 6   | Richie Ginther          | Owen Racing Organisation    | BRM          | BRM P57          | 5784       | BRM P56 V8                   | D            |
| 7   | Ernie Pieterse          | Privé                       | Lotus        | Lotus 21         | 21-937     | Coventry Climax FPF L4       | D            |
| 8   | Jack Brabham            | Brabham Racing Organisation | Brabham      | Brabham BT7      | F1-2-63    | Coventry Climax FWMV MkII V8 | D            |
| 9   | Dan Gurney              | Brabham Racing Organisation | Brabham      | Brabham BT7      | F1-1-63    | Coventry Climax FWMV MkII V8 | D            |
| 10  | Bruce McLaren           | Cooper Car Company          | Cooper       | Cooper T66       | F1-6-63    | Coventry Climax FWMV MkII V8 | D            |
| 11  | Tony Maggs              | Cooper Car Company          | Cooper       | Cooper T66       | F1-5-63    | Coventry Climax FWMV MkII V8 | D            |
| 12  | Joakim Bonnier          | Rob Walker Racing Team      | Cooper       | Cooper T66       | F1-2-63    | Coventry Climax FWMV MkII V8 | D            |
| 14  | Carel Godin de Beaufort | Ecurie Maarsbergen          | Porsche      | Porsche 718      | 718-201    | Porsche 547/3 F4             | D            |
| 15  | Paddy Driver            | Selby Auto Spares           | Lotus        | Lotus 24         | 24-946     | BRM P56 V8                   | D            |
| 16  | Doug Serrurier          | Otelle Nucci                | LDS          | LDS Mk1          | -          | Alfa Romeo Bialbero L4       | D            |
| 17  | Jim Hall                | British Racing Partnership  | Lotus        | Lotus 24         | 24-944     | BRM P56 V8                   | D            |
| 18  | Peter de Klerk          | Otelle Nucci                | Alfa Romeo   | Alfa Special     | -          | Alfa Romeo Bialbero L4       | D            |
| 19  | John Love               | Privé                       | Cooper       | Cooper T55       | F1-11-61   | Coventry Climax FPF L4       | D            |
| 20  | Sam Tingle              | Privé                       | LDS          | LDS Mk1          | -          | Alfa Romeo Bialbero L4       | D            |
| 21  | Brausch Niemann         | Ted Lanfear                 | Lotus        | Lotus 22         | 22-J-17    | Ford 109E L4                 | D            |
| 22  | David Prophet           | Privé                       | Brabham      | Brabham BT6      | FJ-5-63    | Ford 109E L4                 | D            |
| 23  | Trevor Blokdyk          | Scuderia Lupini             | Cooper       | Cooper T51       | F2-16-60   | Maserati Tipo 6-1500 L4      | D            |
| 31T | Lorenzo Bandini         | SpA Ferrari SEFAC           | Ferrari      | Ferrari 156 Aero | 156/0003   | Ferrari 178 V6 (120°)        | D            |

## Qualifications
Les séances qualificatives ont lieu les deux jours précédant la course. Trois sessions sont prévues, la première le jeudi après-midi, la seconde le vendredi matin et la dernière le vendredi après-midi. Les organisateurs ont fixé le seuil maximal de qualification à une minute et trente-sept secondes, six secondes au dessus du record officiel de la piste.

### Première séance - jeudi 26 décembre
La chaleur est atténuée par une rafraichissante brise marine lorsque commence la séance du jeudi, en tout début d'après-midi. Les pilotes Lotus sont parmi les premiers en piste mais des problèmes de boîte de vitesses les forcent à regagner leur stand après seulement quelques tours. Gêné durant toute la session par des difficultés à engager le troisième rapport, Jim Clark ne va parvenir à égaler sa performance de l'année précédente et ne réalise que le troisième temps de la journée, se montrant toutefois nettement plus rapide que son coéquipier Trevor Taylor. Le champion du monde est devancé par John Surtees, qui a dominé la séance malgré des soucis de tenue de route sur sa Ferrari, tandis que le pilote-constructeur Jack Brabham, après avoir réglé un problème d'embrayage sur sa monoplace, échoue à seulement un dixième de seconde de l'ancien motard. Sur la deuxième Brabham, Dan Gurney a égalé le temps de Clark, alors que la plupart des autres concurrents, retardés par des soucis mécaniques, sont à plus d'une seconde des meilleurs.

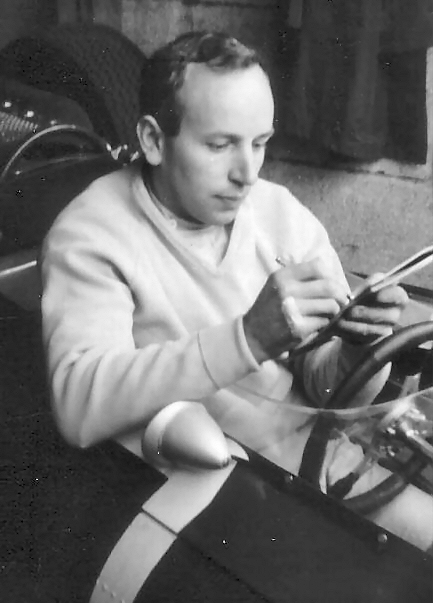
John Surtees, le plus rapide de la première séance d'essais sur sa Ferrari Aero.

| Pos. | Pilote                  | Écurie          | Temps        | Écart    |
| ---- | ----------------------- | --------------- | ------------ | -------- |
| 1    | John Surtees            | Ferrari         | 1 min 29 s 8 |          |
| 2    | Jack Brabham            | Brabham-Climax  | 1 min 30 s 1 | + 0 s 3  |
| 3    | Jim Clark               | Lotus-Climax    | 1 min 30 s 2 | + 0 s 4  |
| 4    | Dan Gurney              | Brabham-Climax  | 1 min 30 s 2 | + 0 s 4  |
| 5    | Graham Hill             | BRM             | 1 min 31 s 2 | + 1 s 4  |
| 6    | Bruce McLaren           | Cooper-Climax   | 1 min 31 s 3 | + 1 s 5  |
| 7    | Trevor Taylor           | Lotus-Climax    | 1 min 31 s 4 | + 1 s 6  |
| 8    | Tony Maggs              | Cooper-Climax   | 1 min 32 s 4 | + 2 s 6  |
| 9    | Jo Bonnier              | Cooper-Climax   | 1 min 32 s 4 | + 2 s 6  |
| 10   | Richie Ginther          | BRM             | 1 min 32 s 6 | + 2 s 8  |
| 11   | Lorenzo Bandini         | Ferrari         | 1 min 33 s 4 | + 3 s 6  |
| 12   | John Love               | Cooper-Climax   | 1 min 34 s 6 | + 4 s 8  |
| 13   | Peter de Klerk          | Alfa Romeo      | 1 min 35 s 7 | + 5 s 9  |
| 14   | Sam Tingle              | LDS-Alfa Romeo  | 1 min 35 s 8 | + 6 s 0  |
| 15   | Doug Serrurier          | LDS-Alfa Romeo  | 1 min 36 s 4 | + 6 s 6  |
| 16   | Brausch Niemann         | Lotus-Ford      | 1 min 36 s 4 | + 6 s 6  |
| 17   | Trevor Blokdyk          | Cooper-Maserati | 1 min 36 s 5 | + 6 s 7  |
| 18   | Carel Godin de Beaufort | Porsche         | 1 min 37 s 1 | + 7 s 3  |
| 19   | Paddy Driver            | Lotus-BRM       | 1 min 38 s 7 | + 8 s 9  |
| 20   | David Prophet           | Brabham-Ford    | 1 min 46 s 4 | + 16 s 6 |

### Deuxième séance - vendredi 27 décembre (matin)
La séance du vendredi matin commence à six heures. La température est relativement fraiche, avec une petite brise venant de la mer, et beaucoup de pilotes améliorent leurs performances de la veille. Les problèmes de boîte de vitesses de Jim Clark semblent réglés et le champion écossais va aligner une impressionnante série de tours très rapides. Après avoir établi un nouveau record officieux de la piste, à 158 km/h de moyenne, son sélecteur de vitesses se rompt, interrompant sa séance. Personne ne battra cependant sa performance matinale, Brabahm et Gurney échouant respectivement à un et deux dixièmes de seconde. Derrière ces trois hommes, Surtees n'a pas été en mesure de défendre sa première place et s'est montré moins à l'aise que lors de la première journée, parvenant tout juste à égaler le temps de son coéquipier Lorenzo Bandini et devançant de peu la BRM de Graham Hill.
| Pos. | Pilote                  | Écurie          | Temps        | Écart    |
| ---- | ----------------------- | --------------- | ------------ | -------- |
| 1    | Jim Clark               | Lotus-Climax    | 1 min 28 s 9 |          |
| 2    | Jack Brabham            | Brabham-Climax  | 1 min 29 s 0 | + 0 s 1  |
| 3    | Dan Gurney              | Brabham-Climax  | 1 min 29 s 1 | + 0 s 2  |
| 4    | John Surtees            | Ferrari         | 1 min 30 s 2 | + 1 s 3  |
| 5    | Lorenzo Bandini         | Ferrari         | 1 min 30 s 2 | + 1 s 3  |
| 6    | Graham Hill             | BRM             | 1 min 30 s 3 | + 1 s 4  |
| 7    | Richie Ginther          | BRM             | 1 min 31 s 2 | + 2 s 3  |
| 8    | Bruce McLaren           | Cooper-Climax   | 1 min 31 s 2 | + 2 s 3  |
| 9    | Tony Maggs              | Cooper-Climax   | 1 min 31 s 5 | + 2 s 6  |
| 10   | Jo Bonnier              | Cooper-Climax   | 1 min 32 s 0 | + 3 s 1  |
| 11   | John Love               | Cooper-Climax   | 1 min 34 s 6 | + 5 s 7  |
| 12   | Ernie Pieterse          | Lotus-Climax    | 1 min 35 s 0 | + 6 s 1  |
| 13   | David Prophet           | Brabham-Ford    | 1 min 35 s 5 | + 6 s 6  |
| 14   | Brausch Niemann         | Lotus-Ford      | 1 min 35 s 6 | + 6 s 7  |
| 15   | Peter de Klerk          | Alfa Romeo      | 1 min 36 s 1 | + 7 s 2  |
| 16   | Carel Godin de Beaufort | Porsche         | 1 min 36 s 6 | + 7 s 7  |
| 17   | Sam Tingle              | LDS-Alfa Romeo  | 1 min 36 s 7 | + 7 s 8  |
| 18   | Doug Serrurier          | LDS-Alfa Romeo  | 1 min 36 s 8 | + 7 s 9  |
| 19   | Paddy Driver            | Lotus-BRM       | 1 min 36 s 9 | + 8 s 0  |
| 20   | Trevor Blokdyk          | Cooper-Maserati | 1 min 41 s 7 | + 12 s 8 |

### Troisième séance - vendredi 27 décembre (après-midi)
Chaleur et fort vent vont empêcher les meilleurs d'améliorer leurs temps le vendredi après-midi. Clark se montre une nouvelle fois le meilleur, mais reste à huit dixièmes de secondes de son chrono matinal, qui lui donne une nouvelle pole position. Il occupera la première ligne de la grille de départ au côté de Brabham et Gurney, les Ferrari de Surtees et Bandini formant la deuxième ligne. Dernier qualifié, le pilote local Paddy Driver va sortir de la route peu avant la fin de la séance, un bras de direction de sa Lotus s'étant rompu. Le pilote est indemne mais doit cependant déclarer forfait, sa monoplace ne pouvant être réparée à temps pour le départ de la course.
| Pos. | Pilote          | Écurie         | Temps        | Écart   |
| ---- | --------------- | -------------- | ------------ | ------- |
| 1    | Jim Clark       | Lotus-Climax   | 1 min 29 s 7 |         |
| 2    | Dan Gurney      | Brabham-Climax | 1 min 29 s 7 |         |
| 3    | Richie Ginther  | BRM            | 1 min 30 s 4 | + 0 s 7 |
| 4    | Trevor Taylor   | Lotus-Climax   | 1 min 30 s 4 | + 0 s 7 |
| 5    | Graham Hill     | BRM            | 1 min 30 s 7 | + 1 s 0 |
| 6    | John Surtees    | Ferrari        | 1 min 30 s 8 | + 1 s 1 |
| 7    | Jack Brabham    | Brabham-Climax | 1 min 31 s 3 | + 1 s 6 |
| 8    | Lorenzo Bandini | Ferrari        | 1 min 31 s 5 | + 1 s 8 |
| 9    | Bruce McLaren   | Cooper-Climax  | 1 min 32 s 2 | + 2 s 5 |
| 10   | Ernie Pieterse  | Lotus-Climax   | 1 min 34 s 6 | + 4 s 9 |
| 11   | Brausch Niemann | Lotus-Ford     | 1 min 36 s 8 | + 7 s 1 |
| 12   | Paddy Driver    | Lotus-BRM      | 1 min 37 s 5 | + 7 s 8 |
| 13   | Doug Serrurier  | LDS-Alfa Romeo | 1 min 38 s 2 | + 8 s 5 |

### Tableau final des qualifications

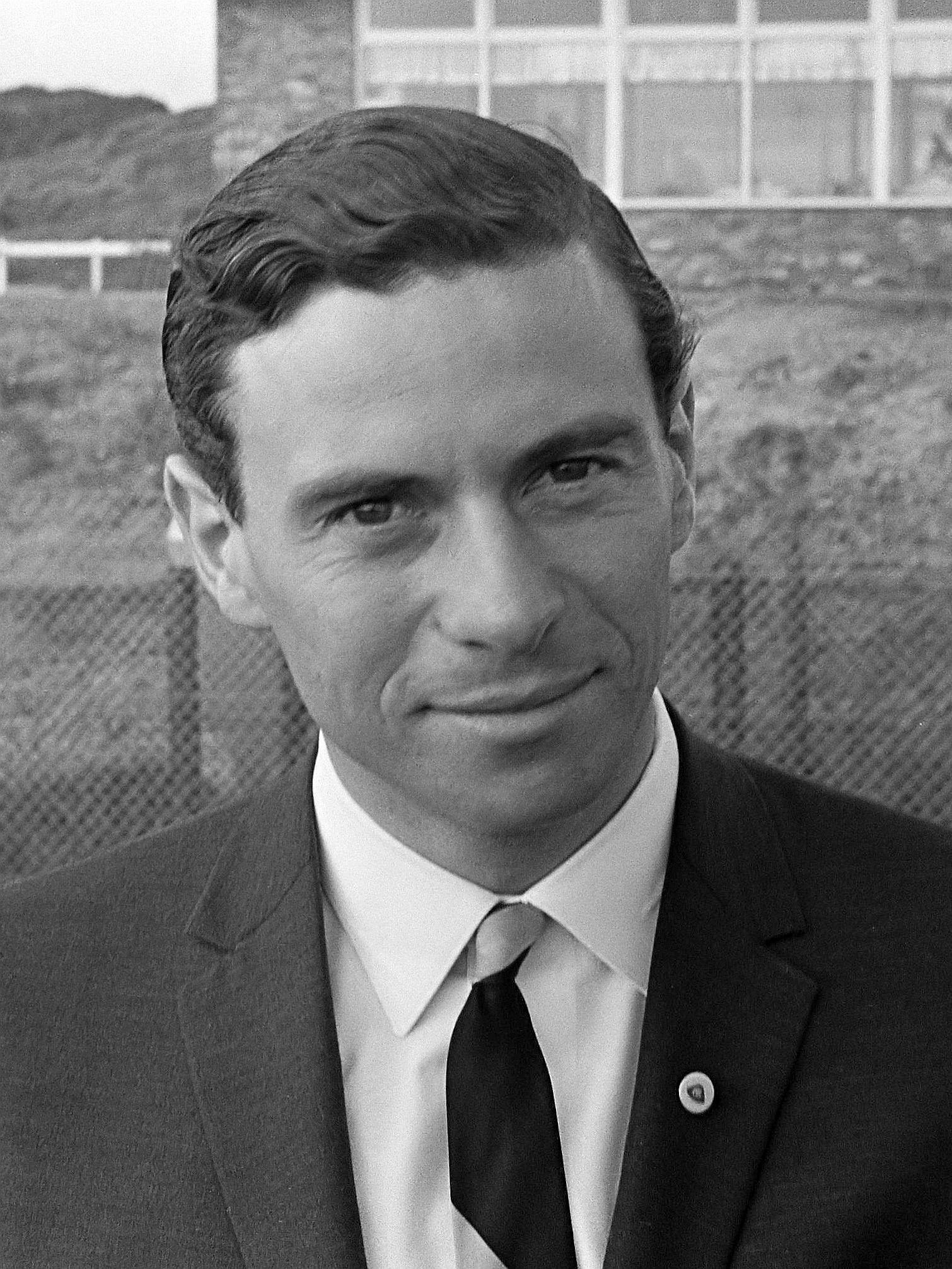
Jim Clark a conquis une nouvelle pole position, la septième cette saison.

| Pos. | Pilote                  | Écurie          | Temps        | Écart   | Commentaire                          |
| ---- | ----------------------- | --------------- | ------------ | ------- | ------------------------------------ |
| 1    | Jim Clark               | Lotus-Climax    | 1 min 28 s 9 |         | temps réalisé le vendredi matin      |
| 2    | Jack Brabham            | Brabham-Climax  | 1 min 29 s 0 | + 0 s 1 | temps réalisé le vendredi matin      |
| 3    | Dan Gurney              | Brabham-Climax  | 1 min 29 s 1 | + 0 s 2 | temps réalisé le vendredi matin      |
| 4    | John Surtees            | Ferrari         | 1 min 29 s 8 | + 0 s 9 | temps réalisé le jeudi après-midi    |
| 5    | Lorenzo Bandini         | Ferrari         | 1 min 30 s 2 | + 1 s 3 | temps réalisé le vendredi matin      |
| 6    | Graham Hill             | BRM             | 1 min 30 s 3 | + 1 s 4 | temps réalisé le vendredi matin      |
| 7    | Richie Ginther          | BRM             | 1 min 30 s 4 | + 1 s 5 | temps réalisé le vendredi après-midi |
| 8    | Trevor Taylor           | Lotus-Climax    | 1 min 30 s 4 | + 1 s 5 | temps réalisé le vendredi après-midi |
| 9    | Bruce McLaren           | Cooper-Climax   | 1 min 31 s 2 | + 2 s 3 | temps réalisé le vendredi matin      |
| 10   | Tony Maggs              | Cooper-Climax   | 1 min 31 s 5 | + 2 s 6 | temps réalisé le vendredi matin      |
| 11   | Jo Bonnier              | Cooper-Climax   | 1 min 32 s 0 | + 3 s 1 | temps réalisé le vendredi matin      |
| 12   | Ernie Pieterse          | Lotus-Climax    | 1 min 34 s 5 | + 5 s 6 | temps réalisé le jeudi matin         |
| 13   | John Love               | Cooper-Climax   | 1 min 34 s 6 | + 5 s 7 | temps réalisé le vendredi matin      |
| 14   | David Prophet           | Brabham-Ford    | 1 min 35 s 5 | + 6 s 6 | temps réalisé le vendredi matin      |
| 15   | Brausch Niemann         | Lotus-Ford      | 1 min 35 s 6 | + 6 s 7 | temps réalisé le vendredi matin      |
| 16   | Peter de Klerk          | Alfa Romeo      | 1 min 35 s 7 | + 6 s 8 | temps réalisé le jeudi matin         |
| 17   | Sam Tingle              | LDS-Alfa Romeo  | 1 min 35 s 8 | + 6 s 9 | temps réalisé le jeudi matin         |
| 18   | Doug Serrurier          | LDS-Alfa Romeo  | 1 min 36 s 4 | + 7 s 5 | temps réalisé le jeudi matin         |
| 19   | Trevor Blokdyk          | Cooper-Maserati | 1 min 36 s 5 | + 7 s 6 | temps réalisé le jeudi matin         |
| 20   | Carel Godin de Beaufort | Porsche         | 1 min 36 s 6 | + 7 s 7 | temps réalisé le vendredi matin      |
| 21   | Paddy Driver            | Lotus-BRM       | 1 min 36 s 9 | + 8 s 0 | temps réalisé le vendredi matin      |

## Grille de départ du Grand Prix
| 1re ligne | Pos. 3                      |                               | Pos. 2                      |                              | Pos. 1                        |
|           | Gurney Brabham 1 min 29 s 1 |                               | Brabham 1 min 29 s 0        |                              | Clark Lotus 1 min 28 s 9      |
| 2e ligne  |                             | Pos. 5                        |                             | Pos. 4                       |                               |
|           |                             | Bandini Ferrari 1 min 30 s 2  |                             | Surtees Ferrari 1 min 29 s 8 |                               |
| 3e ligne  | Pos. 8                      |                               | Pos. 7                      |                              | Pos. 6                        |
|           | Taylor Lotus 1 min 30 s 4   |                               | Ginther BRM 1 min 30 s 4    |                              | G. Hill BRM 1 min 30 s 3      |
| 4e ligne  |                             | Pos. 10                       |                             | Pos. 9                       |                               |
|           |                             | Maggs Cooper 1 min 31 s 5     |                             | McLaren Cooper 1 min 31 s 2  |                               |
| 5e ligne  | Pos. 13                     |                               | Pos. 12                     |                              | Pos. 11                       |
|           | Love Cooper 1 min 34 s 6    |                               | Pieterse Lotus 1 min 34 s 5 |                              | Bonnier Cooper 1 min 32 s 0   |
| 6e ligne  |                             | Pos. 15                       |                             | Pos. 14                      |                               |
|           |                             | Niemann Lotus 1 min 35 s 6    |                             | Prophet Brabham 1 min 35 s 5 |                               |
| 7e ligne  | Pos. 18                     |                               | Pos. 17                     |                              | Pos. 16                       |
|           | Serrurier LDS 1 min 36 s 4  |                               | Tingle LDS 1 min 35 s 8     |                              | Klerk Alfa Romeo 1 min 35 s 7 |
| 8e ligne  |                             | Pos. 20                       |                             | Pos. 19                      |                               |
|           |                             | Beaufort Porsche 1 min 36 s 6 |                             | Blokdyk Cooper 1 min 36 s 5  |                               |

## Déroulement de la course
Le départ est donné à quinze heures devant cinquante-cinq mille spectateurs, sous le soleil mais avec un vent marin soutenu, soufflant parfois en rafales. Placés sur une pré-grille, les concurrents s'élancent lentement jusqu'à la ligne et, au baisser du drapeau, c'est Jack Brabham qui prend le meilleur envol, devant la Lotus de Jim Clark. Le champion du monde s'empare du commandement dès le premier virage et se détache aussitôt, bouclant le premier tour avec près de deux secondes d'avance sur la Ferrari de John Surtees, qui a également débordé la Brabham du pilote-constructeur. Clark prend rapidement de l'avance sur le peloton, tandis que sur la deuxième Brabham Dan Gurney, quatrième après avoir dépassé la Lotus de Trevor Taylor, est revenu dans le sillage de son coéquipier. Au sixième tour, Brabham et Gurney dépassent Surtees qui rétrograde à la quatrième place. Au suivant, Gurney déborde son chef de file, dont le moteur a soudainement perdu de la puissance ; l'Américain compte alors près de neuf secondes de retard sur Clark. Au même moment, Taylor, qui se maintenait au cinquième rang, dérape dans une courbe et plonge à la dixième place. Gurney attaque et l'écart entre les deux premiers se réduit légèrement, mais le champion du monde réagit bientôt et reprend progressivement du champ, battant à deux reprises le record de la piste, si bien qu'après quinze tours l'avance de la Lotus de tête est de près de douze secondes. Brabham a encore perdu du terrain et a été doublé par Surtees, puis par Graham Hill (BRM), bien remonté après un départ relativement prudent.
Les deux hommes de tête continuent à distancer le reste du peloton. Clark est admirable de régularité et, au tiers de la course, a porté son avance à seize secondes. Malgré un tour record à plus de 158 km/h de moyenne, Gurney ne parvient pas à revenir sur la Lotus. À mi-distance, son retard est passé à vingt-deux secondes, alors que le reste du peloton, toujours mené par Surtees et Hill, est à plus de cinquante secondes. Au tour suivant, Surtees manque à l'appel, son moteur ayant brutalement lâché. Presque simultanément, Richie Ginther (qui évoluait en cinquième position) renonce également, un demi arbre de sa BRM ayant cédé, alors que Taylor effectue un bref arrêt au stand pour faire réparer son sélecteur de vitesses. Ces incidents permettent à Brabham, toujours en difficulté avec son moteur et talonné par la Ferrari de Lorenzo Bandini, de remonter à la cinquième place, derrière la Cooper de Bruce McLaren, tous trois comptant un tour de retard, tandis que Hill, désormais troisième, est à plus d'une minute de la Lotus de tête. Brabham ne peut résister longtemps à la pression de Bandini, qui le déborde au cours du quarante-neuvième tour. Malgré ses vingt-cinq secondes d'avance sur Gurney, Clark conserve une allure très soutenue. Les positions semblent désormais acquises et la deuxième moitié de course se déroule de façon limpide jusqu'au soixante-et-onzième tour, au cours duquel Brabham dérape dans les esses et heurte une pierre qui perce son réservoir de carburant ; il rentre alors au stand, la fuite étant trop importante pour lui permettre de terminer la course. Clark, qui compte maintenant plus de quarante secondes d'avance, baisse alors sa cadence et contrôle la course jusqu'à l'arrivée pour remporter sa septième victoire de la saison, devant Gurney (seul pilote à terminer dans le même tour que le champion du monde) et Hill. Bandini, qui avait sensiblement réduit son retard sur McLaren au cours des derniers tours, échoue finalement à neuf secondes de la quatrième place.

### Classements intermédiaires
Classements intermédiaires des monoplaces aux premier, cinquième, dixième, quinzième, vingtième, trentième, quarantième, quarante-cinquième, cinquantième, soixantième et soixante-dixième tours,.

### Classement de la course
| Pos  | N° | Pilote                  | Écurie          | Tours | Temps/Abandon                      | Grille | Points |
| ---- | -- | ----------------------- | --------------- | ----- | ---------------------------------- | ------ | ------ |
| 1    | 1  | Jim Clark               | Lotus-Climax    | 85    | 2 h 10 min 36 s 9                  | 1      | 9      |
| 2    | 9  | Dan Gurney              | Brabham-Climax  | 85    | 2 h 11 min 43 s 7 (+ 1 min 06 s 8) | 3      | 6      |
| 3    | 5  | Graham Hill             | BRM             | 84    | 2 h 10 min 43 s 8 (+ 1 tour)       | 6      | 4      |
| 4    | 10 | Bruce McLaren           | Cooper-Climax   | 84    | 2 h 11 min 38 s 2 (+ 1 tour)       | 9      | 3      |
| 5    | 4  | Lorenzo Bandini         | Ferrari         | 84    | 2 h 11 min 47 s 2 (+ 1 tour)       | 5      | 2      |
| 6    | 12 | Joakim Bonnier          | Cooper-Climax   | 83    | 2 h 10 min 45 s 5 (+ 2 tours)      | 11     | 1      |
| 7    | 11 | Tony Maggs              | Cooper-Climax   | 82    | 2 h 11 min 18 s 3 (+ 3 tours)      | 10     |        |
| 8    | 2  | Trevor Taylor           | Lotus-Climax    | 81    | 2 h 10 min 38 s 5 (+ 4 tours)      | 8      |        |
| 9    | 19 | John Love               | Cooper-Climax   | 80    | 2 h 11 min 39 s 6 (+ 5 tours)      | 13     |        |
| 10   | 14 | Carel Godin de Beaufort | Porsche         | 79    | 2 h 11 min 33 s 0 (+ 6 tours)      | 20     |        |
| 11   | 16 | Doug Serrurier          | LDS-Alfa Romeo  | 78    | 2 h 11 min 53 s 5 (+ 7 tours)      | 18     |        |
| 12   | 23 | Trevor Blokdyk          | Cooper-Maserati | 77    | 2 h 11 min 52 s 5 (+ 8 tours)      | 19     |        |
| 13   | 8  | Jack Brabham            | Brabham-Climax  | 70    | Accident                           | 2      |        |
| 14   | 21 | Brausch Niemann         | Lotus-Ford      | 66    | 2 h 11 min 15 s 9 (+ 19 tours)     | 15     |        |
| Abd. | 18 | Peter de Klerk          | Alfa Romeo      | 53    | Boîte de vitesses                  | 16     |        |
| Abd. | 22 | David Prophet           | Brabham-Ford    | 49    | Pression d'huile                   | 14     |        |
| Abd. | 3  | John Surtees            | Ferrari         | 43    | Moteur                             | 4      |        |
| Abd. | 6  | Richie Ginther          | BRM             | 43    | Transmission                       | 7      |        |
| Abd. | 7  | Ernie Pieterse          | Lotus-Climax    | 3     | Moteur                             | 12     |        |
| Abd. | 20 | Sam Tingle              | LDS-Alfa Romeo  | 2     | Transmission                       | 17     |        |
| Np.  | 15 | Paddy Driver            | Lotus-BRM       |       | Accident aux essais                |        |        |

Légende :
- Abd.=Abandon

### Pole position et record du tour
- Pole position :  Jim Clark en 1 min 28 s 9 (vitesse moyenne : 158,740 km/h). Temps réalisé lors de la séance d'essais matinale du vendredi 27 décembre[1].
- Meilleur tour en course :  Dan Gurney en 1 min 29 s 1 (vitesse moyenne : 158,384 km/h) au trente-troisième tour.

#### Évolution du record du tour en course
Le meilleur tour fut amélioré cinq fois au cours de l'épreuve.

### Tours en tête
- Jim Clark : 85 tours (1-85)

## Classement final du championnat
- Attribution des points : 9, 6, 4, 3, 2, 1 respectivement aux six premiers de chaque épreuve.
- Pour la coupe des constructeurs, même barème et seule la voiture la mieux classée de chaque équipe inscrit des points.
- Seuls les six meilleurs résultats sont comptabilisés. Jim Clark doit donc décompter les quatre points acquis aux États-Unis, les six points de sa deuxième place en Allemagne et les neuf points de sa victoire en Afrique du Sud, et Richie Ginther les deux points marqués aux Pays-Bas. Chez les constructeurs, Lotus-Climax doit décompter le point acquis à Monaco, les quatre acquis aux États-Unis, les six marqués en Allemagne et les neuf inscrits en Afrique du Sud, et BRM les trois points marqués en Belgique, les deux marqués aux Pays-Bas et les quatre marqués en Afrique du Sud. De même, Brabham doit décompter les deux points marqués en Italie et Cooper le point acquis en Allemagne.
- Troisième du Grand Prix de France sur sa BRM, Graham Hill n'a cependant pas inscrit les quatre points associés, le pilote britannique ayant bénéficié d'une aide extérieure au départ, BRM étant également privé de ces points pour la coupe des constructeurs.
- Le règlement permet aux pilotes de se relayer sur une même voiture, les points éventuellement acquis étant alors perdus pour pilotes et constructeur[1].

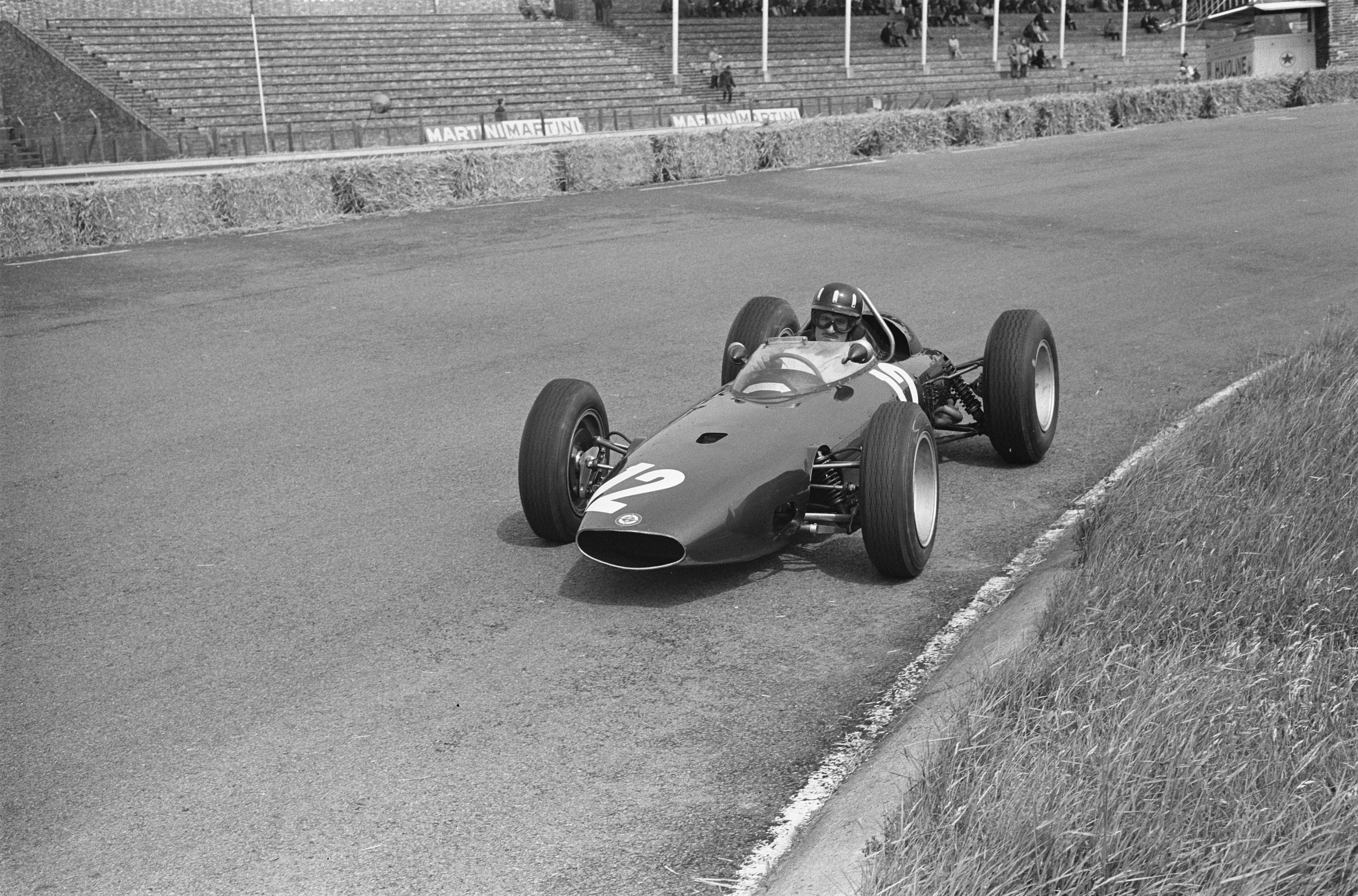
Souvent malchanceux au cours de l'année, Graham Hill (vu ici à Zandvoort sur sa BRM) a finalement conquis la place de dauphin.

| Pos. | Pilote                  | Écurie         | Points  | MON | BEL | NL  | FRA | GBR | ALL | ITA | USA | MEX | AFS |
| ---- | ----------------------- | -------------- | ------- | --- | --- | --- | --- | --- | --- | --- | --- | --- | --- |
| 1    | Jim Clark               | Lotus          | 54 (73) | -   | 9   | 9   | 9   | 9   | (6) | 9   | (4) | 9   | (9) |
| 2    | Graham Hill             | BRM            | 29      | 9   | -   | -   | -   | 4   | -   | -   | 9   | 3   | 4   |
|      | Richie Ginther          | BRM            | 29 (34) | 6   | 3   | (2) | -   | (3) | 4   | 6   | 6   | 4   | -   |
| 4    | John Surtees            | Ferrari        | 22      | 3   | -   | 4   | -   | 6   | 9   | -   | -   | -   | -   |
| 5    | Dan Gurney              | Brabham        | 19      | -   | 4   | 6   | 2   | -   | -   | -   | -   | 1   | 6   |
| 6    | Bruce McLaren           | Cooper         | 17      | 4   | 6   | -   | -   | -   | -   | 4   | -   | -   | 3   |
| 7    | Jack Brabham            | Brabham        | 14      | -   | -   | -   | 3   | -   | -   | 2   | 3   | 6   | -   |
| 8    | Tony Maggs              | Cooper         | 9       | 2   | -   | -   | 6   | -   | -   | 1   | -   | -   | -   |
| 9    | Innes Ireland           | BRP            | 6       | -   | -   | 3   | -   | -   | -   | 3   | -   | -   | -   |
|      | Lorenzo Bandini         | BRM & Ferrari¹ | 6       | -   | -   | -   | -   | 2   | -   | -   | 2¹  | -   | 2¹  |
|      | Joakim Bonnier          | Cooper         | 6       | -   | 2   | -   | -   | -   | 1   | -   | -   | 2   | 1   |
| 12   | Gerhard Mitter          | Porsche        | 3       | -   | -   | -   | -   | -   | 3   | -   | -   | -   | -   |
|      | Jim Hall                | Lotus          | 3       | -   | -   | -   | -   | 1   | 2   | -   | -   | -   | -   |
| 14   | Carel Godin de Beaufort | Porsche        | 2       | -   | 1   | -   | -   | -   | -   | -   | 1   | -   | -   |
| 15   | Trevor Taylor           | Lotus          | 1       | 1   | -   | -   | -   | -   | -   | -   | -   | -   | -   |
|      | Ludovico Scarfiotti     | Ferrari        | 1       | -   | -   | 1   | -   | -   | -   | -   | -   | -   | -   |
|      | Jo Siffert              | Lotus          | 1       | -   | -   | -   | 1   | -   | -   | -   | -   | -   | -   |

| Pos. | Écurie         | Points  | MON | BEL | NL  | FRA | GBR | ALL | ITA | USA | MEX | AFS |
| ---- | -------------- | ------- | --- | --- | --- | --- | --- | --- | --- | --- | --- | --- |
| 1    | Lotus-Climax   | 54 (74) | (1) | 9   | 9   | 9   | 9   | (6) | 9   | (4) | 9   | (9) |
| 2    | BRM            | 36 (45) | 9   | (3) | (2) | -   | 4   | 4   | 6   | 9   | 4   | (4) |
| 3    | Brabham-Climax | 28 (30) | -   | 4   | 6   | 3   | -   | -   | (2) | 3   | 6   | 6   |
| 4    | Ferrari        | 26      | 3   | -   | 4   | -   | 6   | 9   | -   | 2   | -   | 2   |
| 5    | Cooper-Climax  | 25 (26) | 4   | 6   | -   | 6   | -   | (1) | 4   | -   | 2   | 3   |
| 6    | BRP-BRM        | 6       | -   | -   | 3   | -   | -   | -   | 3   | -   | -   | -   |
| 7    | Porsche        | 5       | -   | 1   | -   | -   | -   | 3   | -   | 1   | -   | -   |
| 8    | Lotus-BRM      | 4       | -   | -   | -   | 1   | 1   | 2   | -   | -   | -   | -   |

## À noter
- 10e victoire en championnat du monde pour Jim Clark. Avec sept victoires en une saison, Clark établit le nouveau record de la discipline.
- 15e victoire en championnat du monde pour Lotus en tant que constructeur.
- 29e victoire en championnat du monde pour Climax en tant que motoriste.